# Jan Barański (nauczyciel)
Jan Barański (ur. 4 lutego 1910 w Zagnańsku, zm. 14 grudnia 1993 w Brodach) – polski nauczyciel, kapitan Wojska Polskiego, organizator tajnych kompletów nauczania i członek ruchu oporu podczas II wojny światowej, żołnierz Batalionów Chłopskich, patron Szkoły Podstawowej w Krynkach.

## Życiorys
Urodził się w Zagnańsku. Uczęszczał do szkoły powszechnej w Krynkach w powiecie starachowickim. Dyplom nauczycielski otrzymał w 1931 roku, po ukończeniu Państwowego Seminarium Nauczycielskiego w Świsłoczy. Był długoletnim pedagogiem i kierownikiem tej szkoły.
W czasie okupacji był żołnierzem Batalionów Chłopskich, gdzie awansował do stopnia kapitana. W latach 1940–1944 prowadził konspiracyjne nauczanie w Krynkach i częściowo w Brodach. Po wyzwoleniu został pierwszym wójtem gminy Kunów oraz sekretarzem Stronnictwa Ludowego i Zjednoczonego Stronnictwa w Krynkach. Zorganizował szkołę podstawową w tej miejscowości, gdzie pracował do 1971 roku. Jako społecznik był m.in. radnym powiatu, ławnikiem sądowym, członkiem Związku Nauczycielstwa Polskiego, prezesem koła Związku Bojowników o Wolność i Demokrację.
Odznaczony, m.in. Krzyżem Oficerskim Orderu Odrodzenia Polski.
Jest patronem Szkoły Podstawowej w Krynkach.